# Подрешётка
Подрешётка ― непустое подмножество {\displaystyle L_{1}} решётки {\displaystyle L}, замкнутое относительно обеих операций {\displaystyle +} и {\displaystyle \cdot } решётки {\displaystyle L}, то есть для произвольных {\displaystyle a,\,b\in L_{1}} выполняется {\displaystyle a+b\in L_{1}} и {\displaystyle a\cdot b\in L_{1}}. Другими словами, подрешётка есть подалгебра некоторой решётки, определённой как универсальная алгебра, имеющая две бинарные операции.
Подмножество решётки может быть решёткой и в то же время не быть подрешёткой.
Выпуклая подрешётка (выпуклое подмножество решётки) — подрешётка (соответственно подмножество) {\displaystyle L_{1}}, для которой (для которого) из {\displaystyle a,\,b\in L_{1}}, {\displaystyle c\in L} и {\displaystyle a\leqslant c\leqslant b} следует {\displaystyle c\in L_{1}}.
Примеры выпуклых подрешёток:
- любое одноэлементное подмножество решётки,
- идеал,
- фильтр,
- интервал.

Также произвольное подмножество линейно упорядоченного множества образует её подрешётку, причём в общем случае невыпуклую.
Предложение 1. Множество всех подрешёток некоторой решётки, которые упорядочены отношением включения, образуют решётку.

## Обоснованное определение
Рассмотрим некоторое подмножество {\displaystyle L_{1}} решётки {\displaystyle L}. Тогда множество {\displaystyle L_{1}} частично упорядочено при том же отношении порядке, которое действует на его надмножестве {\displaystyle L}, но при этом в общем случае {\displaystyle L_{1}} не обязательно решётка.
При описанной ситуации возможно, что подмножество {\displaystyle L_{1}} оказывается решёткой, но для некоторых {\displaystyle a,\,b\in L_{1}} их {\displaystyle \sup\{a,\,b\}} (или {\displaystyle \inf\{a,\,b\}}) в подмножестве {\displaystyle L_{1}} отличается от {\displaystyle a+b} (соответственно от {\displaystyle a\cdot b}), который определён в надмножестве {\displaystyle L}. Причём этот {\displaystyle \sup\{a,\,b\}} (или этот {\displaystyle \inf\{a,\,b\}}) оказывается больше (соответственно меньше) чем этот {\displaystyle a+b} (соответственно этот {\displaystyle a\cdot b}).
Предложение 1. Докажем последнее утверждение.
Доказательство. Поскольку {\displaystyle L_{1}\subset L}, то в {\displaystyle L} множество {\displaystyle \{a,\,b\}}, как и любое другое подмножество из {\displaystyle L_{1}}, может иметь только более обширный набор верхних (соответственно нижних) границ, чем в {\displaystyle L_{1}}. □
Подрешётка — подмножество {\displaystyle L_{1}} решётки {\displaystyle L} такое, что при произвольной паре {\displaystyle a,\,b\in L_{1}} её грани {\displaystyle a+b} и {\displaystyle a\cdot b}, которые вычислены в исходной решётке {\displaystyle L}, лежат в её подмножестве {\displaystyle L_{1}}.
Предложение 2. Когда {\displaystyle L_{1}} есть подрешётка решётки {\displaystyle L}, то для произвольного конечного подмножества из {\displaystyle L_{1}} его верхние (или нижние) грани как в {\displaystyle L_{1}}, так и в {\displaystyle L} совпадают.

## Пример решётки как не подрешётки
Рассмотрим трёхмерное евклидово пространство {\displaystyle \mathbb {R} ^{3}(x_{1},\,x_{2},\,x_{3})}, а в нём — наклонную плоскость {\displaystyle x_{3}=x_{1}+x_{2}}, то есть плоскость, которой принадлежат все векторы {\displaystyle (x_{1},\,x_{2},\,x_{1}+x_{2})}.
Докажем, что множество {\displaystyle L} векторов указанного вида есть решётка. Действительно, пусть {\displaystyle x=(x_{1},\,x_{2},\,x_{1}+x_{2})} и {\displaystyle y=(y_{1},\,y_{2},\,y_{1}+y_{2})}, тогда их точная верхняя грань в множестве {\displaystyle L} есть вектор {\displaystyle (z_{1},\,z_{2},\,z_{1}+z_{2})}, где {\displaystyle z_{1}=\max\{x_{1},\,y_{1}\}}, {\displaystyle z_{2}=\max\{x_{2},\,y_{2}\}}. Точно так же вычисляется и точная нижняя грань.
Но для тех же векторов их точная верхняя грань в {\displaystyle \mathbb {R} ^{3}} равен {\displaystyle z=x+y=(z_{1},\,z_{2},\,z_{3})}, где {\displaystyle z_{3}=\max\{x_{1}+x_{2},\,y_{1}+y_{2}\}}, причём {\displaystyle z_{3}} может отличаться от {\displaystyle z_{1}+z_{2}}.
Например, если {\displaystyle x_{1}=1}, {\displaystyle x_{2}=2}, {\displaystyle y_{1}=2}, {\displaystyle y_{2}=1}, то {\displaystyle z_{1}+z_{2}=4}, но {\displaystyle z_{3}=3}.

### Комментарии
1. 1 2 3 4  Исправленное выражение из источника.